# Milan Šimonovský
Milan Šimonovský (ur. 17 lutego 1949 w Brnie) – czeski polityk, inżynier i samorządowiec, parlamentarzysta, w latach 2002–2006 minister transportu, od 2004 do 2006 również wicepremier.

## Życiorys
W 1973 ukończył studia na wydziale inżynierii lądowej wyższej szkoły technicznej VUT w Brnie. Do 1990 pracował jako specjalista do spraw systemów transportowych w biurze głównego architekta Brna. W 1990 zaangażował się w działalność polityczną w ramach chadeckiej partii KDU-ČSL. Od 1990 do 2000 pełnił funkcję wiceprezydenta Brna, wchodził też w skład organów statutowych przedsiębiorstw komunalnych. W latach 1998–2000 był wiceprzewodniczącym regionalnego związku miast i gmin.
W latach 2000–2006 zasiadał w czeskim Senacie. W 2001 wybrany na wiceprzewodniczącego KDU-ČSL. W latach 2002–2006 sprawował urząd ministra transportu w rządach Vladimíra Špidli, Stanislava Grossa i Jiříego Paroubka. W dwóch ostatnich gabinetach (od 2004) był jednocześnie wicepremierem. W wyborach w 2006 uzyskał mandat deputowanego do Izby Poselskiej, zrezygnował z niego w 2009 na rok przed końcem kadencji.